# Adriano Bertaccini
Adriano Bertaccini (Charleroi, 13 agosto 2000) è un calciatore belga, attaccante dell'Anderlecht.

## Biografia
Ha origini italiane tramite i nonni paterni.

## Carriera

### Club
Bertaccini è cresciuto nelle giovanili di Charleroi, Standard Liegi, Club Bruges e Genk, con cui ha firmato il primo contratto professionistico il 18 giugno 2019. Pochi mesi dopo è passato in prestito al Deinze, dove ha trascorso una stagione in terza divisione.
Rimasto svincolato, nel 2020 ha firmato con gli austriaci dell'Austria Lustenau e l'11 settembre ha fatto il suo esordio a livello professionistico nell'incontro di 2. Liga pareggiato 1-1 contro l'Horn. Il 26 febbraio 2021 ha segnato il suo primo gol con la nuova maglia, nella trasferta persa 4-3 sempre contro l'Horn.
A fine stagione ha fatto ritorno in Belgio al Thes Sport, dove si è reso protagonista di due ottime stagioni dal punto di vista personale, in cui ha segnato 37 gol in 62 partite. Nel 2023 è stato acquistato dal RFC Liegi, con cui ha realizzato 11 gol in 17 incontri nella prima metà di stagione.
Il 1º febbraio 2024 ha firmato un contratto fino al 2027 con il Sint-Truiden e poche settimane dopo ha esordito in Pro League nell'incontro perso 4-1 contro l'Anderlecht.

### Nazionale
Ha giocato nelle nazionali giovanili belghe Under-15, Under-16, Under-17, Under-18 ed Under-19.

## Statistiche

### Presenze e reti nei club
Statistiche aggiornate al 30 giugno 2025.
| Stagione        | Squadra          | Campionato      | Campionato | Campionato | Coppe nazionali | Coppe nazionali | Coppe nazionali | Coppe continentali | Coppe continentali | Coppe continentali | Altre coppe | Altre coppe | Altre coppe | Totale | Totale | Totale |
| Stagione        | Squadra          | Comp            | Pres       | Reti       | Comp            | Pres            | Reti            | Comp               | Pres               | Reti               | Comp        | Pres        | Reti        | Pres   | Reti   |        |
| --------------- | ---------------- | --------------- | ---------- | ---------- | --------------- | --------------- | --------------- | ------------------ | ------------------ | ------------------ | ----------- | ----------- | ----------- | ------ | ------ | ------ |
| 2019-2020       | Deinze           | N1              | 17         | 3          | CB              | 0               | 0               | -                  | -                  | -                  | -           | -           | -           | 17     | 3      |        |
| 2020-2021       | Austria Lustenau | 2L              | 21         | 3          | CA              | 0               | 0               | -                  | -                  | -                  | -           | -           | -           | 21     | 3      |        |
| 2021-2022       | Thes Sport       | N1              | 26         | 11         | CB              | 0               | 0               | -                  | -                  | -                  | -           | -           | -           | 26     | 11     |        |
| 2022-2023       | Thes Sport       | N1              | 36         | 26         | CB              | 2               | 1               | -                  | -                  | -                  | -           | -           | -           | 38     | 27     |        |
| 2023-gen. 2024  | RFC Liegi        | D2              | 17         | 11         | CB              | 1               | 0               | -                  | -                  | -                  | -           | -           | -           | 18     | 11     |        |
| gen.-giu. 2024  | Sint-Truiden     | D1              | 13         | 4          | CB              | 0               | 0               | -                  | -                  | -                  | -           | -           | -           | 13     | 4      |        |
| 2024-2025       | Sint-Truiden     | D1              | 33         | 21         | CB              | 1               | 0               | -                  | -                  | -                  | -           | -           | -           | 34     | 21     |        |
| Totale carriera | Totale carriera  | Totale carriera | 163        | 79         |                 | 4               | 1               |                    | -                  | -                  |             | -           | -           | 167    | 80     |        |